# Ludwik Starski

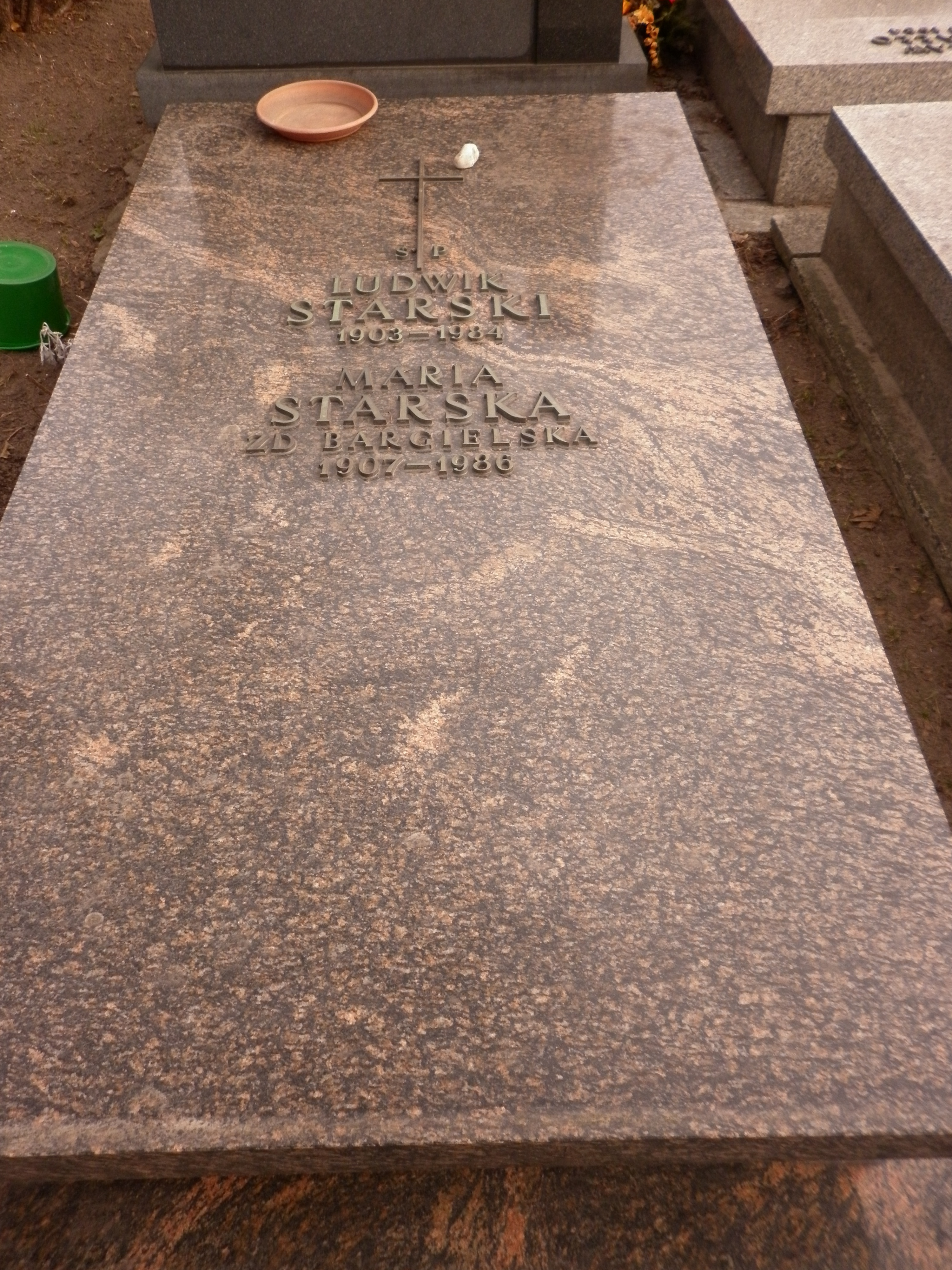
Grób Ludwika Starskiego na cmentarzu Wojskowym na Powązkach

Ludwik Starski, pierwotnie Ludwik Kałuszyner (ur. 1 marca 1903 w Łodzi, zm. 29 lutego 1984 w Warszawie) – polski scenarzysta, autor tekstów piosenek, pisarz.

## Życiorys
Urodził się w polskiej rodzinie żydowskiego pochodzenia. Jego rodzicami byli Chaim Icyk (Ignacy) Kałuszyner, który zginął podczas II wojny światowej, i Chaja (Helena) z domu Szpiro (zm. 1914). Był bratem Adama Ochockiego, dziennikarza i satyryka.
Przed wojną był sekretarzem redakcji „Expressu Wieczornego Ilustrowanego”. Pod pseudonimem Julian Starski publikował powieści kryminalne w odcinkach: Szczury Łodzi, Tajemnice łódzkiego cmentarza, Demon „czarnej willi”.
Napisał m.in. teksty piosenek dla kabaretów Qui Pro Quo, Gong, Morskie Oko, Perskie Oko, oraz filmów Zakazane piosenki, Skarb, Hallo Szpicbródka, czyli ostatni występ króla kasiarzy, Nikodem Dyzma.
W 1932 i 1934 był sekretarzem Stowarzyszenia Autorów ZAIKS. W 1936 zasiadał we władzach ZAIKSu w sekcji utworów literackich mniejszych. W 1937 był przedmiotem ataków czasopisma narodowo-radykalnego ABC: nowiny codzienne w artykule ZAIKS dla Polaków czy ZAIKS dla Żydów?. W roku 1938 wygrał proces o plagiat z Dawidem Micmacherem.
Podczas okupacji niemieckiej przez dwa lata ukrywał się w Warszawie. Po upadku powstania warszawskiego wraz z żoną i półtorarocznym synem przeszli przez obóz w Pruszkowie i schronili się w Skawinie pod Krakowem.
W latach 1948–1949 kierował zespołem filmowym „Warszawa”, a od 1955 do 1963 zespołem filmowym „Iluzjon”.
Po 1930 przeszedł na katolicyzm i w 1931 ożenił się z Marią Bargielską (1909–1986), tancerką Teatru Wielkiego w Warszawie, występującą także w kabarecie Qui Pro Quo. Ich synem jest scenograf Allan Starski.
Zmarł w Warszawie, pochowany na cmentarzu Wojskowym na Powązkach (kwatera C39-3-2).

## Piosenki
- „Ach, jak przyjemnie” (muz. Henryk Wars)
- „Andriusza” (muz. Zygmunt Białostocki)
- „Całuję rączki” (muz. Wiktor Krupiński)
- „Czy tak, czy nie?” (muz. Władysław Szpilman)
- „Czy wiesz, kochanie...” (muz. Albert Harris)
- „Dajcie mi żyć” (muz. Henryk Wars)
- „Dlaczego nie chcesz spać” (muz. Henryk Wars)
- „Gdy orkiestra tango gra” (muz. Zygmunt Białostocki)
- „Gdy się zakochasz we mnie” (muz. Mieczysław Wróblewski)
- „Gdybyś chciała” (muz. Harry M. Woods, James Campbell, Reginald Connelly)
- „Jak przygoda, to tylko w Warszawie” (muz. Tadeusz Sygietyński)
- „Już nie zapomnisz mnie” (muz. Henryk Wars)
- „Karuzela” (muz. Witold Krzemiński, wyk. Maria Koterbska)
- „Liliowa noc” (muz. Józef Haftman)
- „Marfusza” (muz. Mark Marianowski)
- „Moja królewna” (muz. Henryk Wars)
- „Na cześć młodości” (muz. Henryk Wars)
- „Naucz mnie kochać” (muz. Zygmunt Wiehler)
- „Naucz mnie tańczyć” (muz. Władysław Szpilman)
- „Nikodem” (muz. Henryk Wars)
- „Nikt, tylko Ty” (muz. Zygmunt Wiehler)
- „Panie Janie” (muz. Henryk Wars)
- „Panna Anna” (muz. Leslie Sarony)
- „Przyjdzie dzień” (muz. Henryk Wars)
- „Rumba nocą” (muz. Jerzy Harald)
- „Spójrz na mnie” (muz. Adam Morbitzer)
- „To dziwna rzecz” (muz. Henryk Wars)
- „To idzie młodość” (muz. Tadeusz Sygietyński)
- „To miłość kończy się dziś” (muz. Jakub Kagan)
- „W Bombaju, oho!” (muz. Henryk Wars)
- „W małym kinie” (muz. Władysław Szpilman)
- „Warszawa, ja i ty” (muz. Jerzy Harald, wyk. Adam Wysocki, Irena Santor
- „Warszawo ma” (muz. Aleksander Olszaniecki)
- „Zakochane oczy” (muz. Zygmunt Białostocki)

Źródło:.

## Filmografia (wybór)
- 1934 Pieśniarz Warszawy
- 1936 Będzie lepiej
- 1936 Dwa dni w raju
- 1936 Jadzia
- 1937 Piętro wyżej
- 1938 Moi rodzice rozwodzą się
- 1938 Paweł i Gaweł (film)
- 1938 Robert i Bertrand
- 1938 Szczęśliwa trzynastka
- 1938 Zapomniana melodia
- 1939 Ja tu rządzę
- 1939 O czym się nie mówi...
- 1939 Sportowiec mimo woli
- 1946 W chłopskie ręce
- 1946 Zakazane piosenki
- 1948 Skarb
- 1948 Ulica Graniczna
- 1950 Pierwszy start
- 1953 Przygoda na Mariensztacie
- 1956 Nikodem Dyzma
- 1962 Klub kawalerów
- 1966 Mocne uderzenie
- 1978 Hallo Szpicbródka, czyli ostatni występ króla kasiarzy

## Ordery i odznaczenia
- Krzyż Oficerski Orderu Odrodzenia Polski (10 lipca 1954)[2]
- Medal 10-lecia Polski Ludowej (8 stycznia 1955)[10]

## Nagrody
- Wyróżnienie Podkomitetu Literatury i Sztuki Nagrody Państwowej w Sekcji Filmu za działalność w zakresie scenariuszy filmowych w minionym 10-leciu (1955)[11]